# Rajd Warszawski 1971

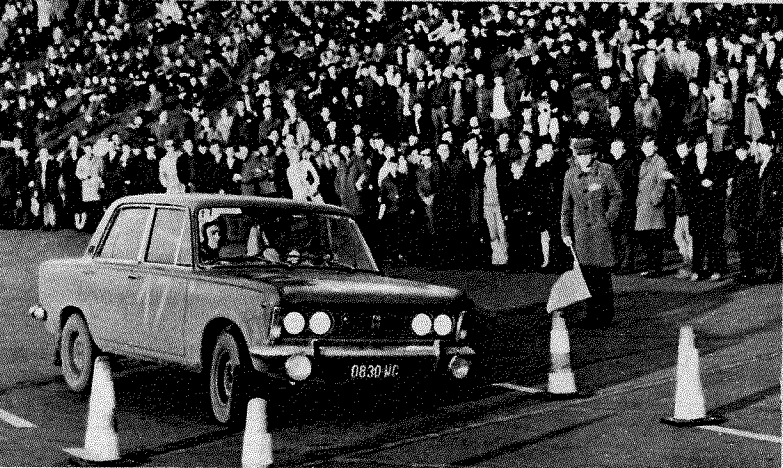
Maciej Stawowiak podczas wygranego 9. Rajdu Warszawskiego

9. Rajd Warszawski – 9. edycja Rajdu Warszawskiego. Był to rajd samochodowy rozgrywany od 5 do 6 listopada 1971 roku. Była to piąta runda Rajdowych Samochodowych Mistrzostw Polski w roku 1971. Rajd składał się z czternastu odcinków specjalnych, 2 prób szybkości górskiej, 1 próby szybkości płaskiej i 2 prób zwrotności. Został rozegrany na nawierzchni asfaltowej i szutrowej. Zwycięzcą rajdu został Maciej Stawowiak.

## Wyniki końcowe rajdu[1][2]
| Miejsce | Kierowca              | Pilot                | Samochód              | Czas  | Strata | Grupa Klasa | Pkt |
| ------- | --------------------- | -------------------- | --------------------- | ----- | ------ | ----------- | --- |
| 1       | Maciej Stawowiak      | Dominik Mydlarski    | Polski Fiat 125p 1500 | 29:38 | -      | 8           | 8   |
| 2       | Włodzimierz Markowski | Wojciech Kalina      | Polski Fiat 125p 1500 | 30:09 | +31    | 8           | 6   |
| 3       | Andrzej Jaroszewicz   | Tomasz Ciecierzyński | Polski Fiat 125p 1500 | 31:32 | +1:54  | 8           | 4   |
| 4       | Kazimierz Jaromin     | Krzysztof Paczka     | Zastava 750           | 33:47 | +4:09  | 3-4         | 3   |
| 5       | Lelio Lattari         | Ryszard Wojtowicz    | Ford Capri            | 33:57 | +4:19  | 9-13        | 2   |
| 6       | Marek Varisella       | Władysław Domański   | Polski Fiat 125p 1300 | 35:24 | +5:46  | 7           | 1   |
| 7       | Ryszard Żyszkowski    | Andrzej Zembrzuski   | Polski Fiat 125p 1500 |       |        | 8           | 0   |